# Xenopirostris polleni
Il vanga di Pollen (Xenopirostris polleni (Schlegel, 1868) è un uccello della famiglia Vangidae, endemico del Madagascar.
Il nome della specie è un omaggio allo zoologo olandese François Pollen (1842-1886).